# Jamie Noble
James Howard Gibson (nacido el 23 de diciembre de 1976), conocido como Jamie Noble, es un ex-luchador profesional estadounidense. Actualmente trabaja como productor para la empresa WWE. 
Entre sus logros, destacan un reinado como Campeón Mundial Peso Crucero de la WWE, y el ROH Championship , en 2015 regresa a los cuadriláteros como asistente de Seth Rollins.

## Carrera

### World Wrestling Entertainment/ WWE (2002-presente)
2002
Jamie Noble apareció en SmackDown! el 6 de junio, atacando a The Hurricane en nombre de su novia, Nidia. Noble debutó oficialmente en el ring acompañando por Nidia, en el Velocity del 15 de junio, derrotando a Funaki. Cinco días después, en SmackDown!, apareció apareció con Nidia derrotando a Billy Kidman y ganó una oportunidad al Campeonato Peso Crucero de la WWE de The Hurricane en King Of The Ring. El 23 de junio, en King Of The Ring, derrotó a The Hurricane y ganó el Campeonato Peso Crucero de la WWE por primera vez. El 27 de junio, en SmackDown!, fue derrotado junto a Tajiri por Billy Kidman & The Hurricane. Dos días después en Velocity, derrotó a Chavo Guerrero Jr. y retuvo el Campeonato Peso Crucero de la WWE. La siguiente semana en Velocity, derrotó a The Hurricane reteniendo el Campeonato Peso Crucero de la WWE. El 27 de junio en SmackDown!, junto a Tajiri fueron derrotados por Billy Kidman & The Hurricane.
El 4 de julio apareció en un segmento de la marca azul, enseñándole a Nidia su nueva caravana, en la que vivirán juntos debido a que ahora tiene la clase de un campeón. La siguiente semana, en Velocity, derrotó a Funaki en un combate no titular. El 21 de julio, en Vengeance, derrotó a Billy Kidman y retuvo el Campeonato Peso Crucero de la WWE. La semana siguiente, en Velocity, volvió a derrotar a Billy Kidman y retuvo el Campeonato Peso Crucero de la WWE.
El 1 de agosto, salió al ring con Nidia a presumir de su caravana e insultar al público, terminando por involucrar al comentarista Michael Cole en un segmento un tanto sexual. La siguiente semana en SmackDown!, Noble y Nidia volvieron a insinuarse a Cole cuando salieron al ring para su batalla mixta contra Billy Kidman & Torrie Wilson. La causa de la riña es desconocida, pero se nos muestra una grabación en backstage en la que aparece Torrie Wilson sobre Nidia golpeándola. Noble agarra a Wilson para separarla y Billy Kidman aparece atacando a Noble. El combate culminó con una navajita de Nidia a Wilson. El 10 de agosto, en el WWE Global Warning Tour: Melbourne celebrado en Australia, Noble (acompañado de Nidia) derrotó a The Hurricane reteniendo el Campeonato Peso Crucero de la WWE. La semana después, en Velocity, se enfrentó a Billy Kidman, Funaki y a Tajiri en una Fatal-4 Way Match sin su título en juego, pero no ganó. El 15 de agosto, Noble acompañó a Nidia en su combate contra Torrie Wilson en SmackDown. Wilson iba acompañada de Billy Kidman, reforzando el feudo. Nidia ganó por pinfall tras una intervención de Noble. El 22 de agosto, en SmackDown!, junto a Tajiri fueron derrotados por The Hurricane & Shannon Moore. La siguiente semana en el Velocity! emitido del 31 de agosto, derrotó a Funaki reteniendo el Campeonato Peso Crucero de la WWE.
El 5 de septiembre, en SmackDown!, derrotó a Shannon Moore y retuvo el Campeonato Peso Crucero de la WWE. La siguiente semana en Velocity, junto a Tajiri fueron derrotados por Crash Holly & The Hurricane. El 19 de septiembre, en SmackDown!, junto a Nidia fueron derrotados por Rey Mysterio & Torrie Wilson, continuando el feudo de las divas. La siguiente semana en SmackDown!, salió junto a Tajiri a enfrentar por Nidia a Billy & Chuck acompañados por Torrie Wilson, que acababa de derrotar a Nidia en un Bikini Contest del que Billy y Chuck fueron jueces; pero fueron derrotados y Nidia terminó humillada.
El 3 de octubre, en SmackDown, derrotó a Crash Holly y retuvo el Campeonato Peso Crucero de la WWE. En el SmackDown! emitido el 17 de octubre, derrotó a Nidia con Tajiri como árbitro especial. En No Mercy, derrotó a Tajiri y retuvo el Campeonato Peso Crucero de la WWE, después del combate mientras besaba a Nidia fue atacado por Tajiri. Dos días después, en SmackDown!, derrotó a Tajiri nuevamente y retuvo el Campeonato Peso Crucero de la WWE. El 26 de octubre, en Rebellion, aparece junto a Nidia en un segmento, insultando a los habitantes de Mánchester, lugar del evento. Después combatió, derrotando a Rey Mysterio y a Tajiri en un Triple Threat Elimination Match, eliminando primero a Tajiri y después a Mysterio (con ayuda de Nidia) y reteniendo el Campeonato Peso Crucero de la WWE. Tras el combate, él y Nidia fueron atacados por Mysterio con un "619".
El 1 de noviembre, en Velocity, fue derrotado junto a Crash Holly, por Billy Kidman & Funaki. La siguiente semana en SmackDown!, junto a Nidia, fueron derrotados por Billy Kidman & Torrie Wilson y la siguiente semana en SmackDown!, fue derrotado por Billy Kidman en un combate no titular. El 17 de noviembre, en Survivor Series, pese a las interferencias de Nidia, fue derrotado por Billy Kidman perdiendo el Campeonato Peso Crucero de la WWE, terminando con un reinado de 147 días. El 21 de noviembre, en SmackDown!, fue derrotado por Rey Mysterio, siendo notable su frustración. Aparece después en el backstage con Nidia intentando consolarle, pero Noble se ve obligado a hacer algo que no quiere: llamar a su primo. Nidia rechaza totalmente la idea. El 28 de noviembre, Noble y Nidia son grabados mientras hablan. De repente, aparece Scott Steiner y Noble se presenta y le presenta a Nidia, ofreciéndole la mano. Steiner le ignora, se queda mirando a Nidia y amaga irse, pero súbitamente azota el trasero de Nidia y se marcha, ante la mirada estupefacta de la pareja. Muy enfadado, Noble sale al ring llamando a Steiner para enfrentarlo. Steiner acude y humilla a Noble exhibiendo sus músculos y su fuerza física, para terminar volviendo a acosar a Nidia tocándola sin su permiso.
En el SmackDown! emitido el 5 de diciembre, se enfrentó a Crash Holly. Durante el combate, Nidia se sentó junto a los comentaristas, los cuales le preguntaron acerca de ese tal Nunzio, por lo que Nidia, molesta, abandonó la mesa de transmisión. Noble perdió el combate, retirándose frustrado por su racha de derrotas y diciendo que la próxima semana traería a su primo Nunzio (kayfabe), a pesar de la negativa de Nidia ante este hecho. La siguiente semana en SmackDown!, se enfrentó a Crash, perdiendo por descalificación debido a que Nunzio atacó a Crash justo cuando éste iba a aplicar su remate a Noble. La siguiente semana en SmackDown!, combatió junto a Nunzio contra Bill DeMott & Crash. DeMott combatió sin dar el relevo, llevándose la victoria. Dos días después, en Velocity!, derrotó a Funaki y la siguiente semana en el mismo show, derrotó a Vinnie Valentino & Gabe Roach junto a Nunzio.
2003
El 2 de enero, él y Nidia acompañaron a Nunzio en su combate contra Crash Holly. La semana siguiente se enfrentó a Tajiri, perdiendo el encuentro. El 16 de enero, en SmackDown, él y Nidia acompañaron nuevamente a Nunzio en su combate, ayudándole contra Tajiri. El 18 de enero, en Velocity, derrotó por pinfall a Bryan Danielson.
Se enfrentó a Rey Mysterio en el SmackDown del 6 de febrero, y pese la ayuda de Nidia, Noble perdió. El 20 de febrero, en la marca azul, atacó a Torrie Wilson en su combate tipo Paddle on a Pole, haciendo que Nidia gane. Ambos atacaron a Wilson tras el combate hasta que acudió Funaki y atacó a Noble. La semana siguiente, él y Nidia se enfrentaron a Funaki y Torrie Wilson, perdiendo por pinfall.
El 6 de marzo, en SmackDown, enfrentó a Rey Mysterio y Tajiri en una Triple Threat por una lucha en WrestleMania 19 por el Campeonato Crucero, pero ganó Mysterio. El 13 de marzo aparece en un segmento de SmackDown en el que va hasta la Mansión Playboy para quejarse de que Torrie Wilson sea portada playboy y no Nidia. El 20 de marzo, combatió  contra Rey Mysterio en SmackDown y pese a las interferencias de Nidia, perdió nuevamente. La semana siguiente apareció en un segmento junto a Nidia, estando ésta celosa por la portada de Torrie Wilson en la revista Playboy. Seguidamente acompañó a Nidia a su combate contra Wilson, ayudándola sin éxito.
El 6 de noviembre hace equipo con Ultimo Dragon para enfrentar a Nunzio y Tajiri. Noble obtiene la victoria tras aplicarle un bandido a Tajiri. Inmediatamente ha de esquivar al team Kyo Dan (Akio y Ryan Sakoda), que subieron hostilmente al ring para asistir a Tajiri tras su derrota.
En el Heat de No Way Out, fue derrotado por Rey Mysterio. En No Mercy, derrotó a Billy Gunn.
En Royal Rumble, se enfrentó a Rey Mysterio por el Campeonato Peso Crucero de la WWE, sin embargo perdió, debido a la interferencia accidental de Nidia. En No Way Out, derrotó a Nidia en un Blinford Match, aunque durante el combate se quitó la bolsa cuando el árbitro no lo vio. En WrestleMania XX, participó en el 8-Man Cruiserweight Open Challenge Match por el Campeonato Peso Crucero de la WWE de Chavo Guerrero, entrando de #3, eliminando a Ultimo Dragón por submisión y a Nunzio por cuenta de 10 a fuera del ring, sin embargo fue eliminado por Billy Kidman.
2006
El 29 de enero, compitió en el opener de Royal Rumble (2006) contra los ex-campeones crucero Funaki, Gregory Helms, Nunzio y Paul London, y el campeón Kid Kash, por el Cruiserweight Championship, que obtuvo Helms tras un pinfall a Funaki.

#### 2007
En The Great American Bash, se enfrentó a Chavo Guerrero (c), Jimmy Wang Yang, Shannon Moore & Funaki por el Campeonato Peso Crucero. Perdió la lucha cuando Hornswoggle le cubrió después de un "Tadpole Splash".
Tras esto, tuvo un feudo con él que acabó con victorias por parte de Hornswoggle.
Después intento obtener el campeonato de nuevo, luchando contra sus antiguos compañeros, entre los que se encontraban Shannon Moore, Jimmy Wang Yang y Chavo Guerrero, todas estas peleas las perdió gracias a Hornswoggle. Debido a que la Gerente General de Smackdown!, Vicky Guerrero, vio que Hornswoggle era muy pequeño y le podían hacer daño, esta le quitó el Campeonato Peso Crucero para cuidar que no le pasara nada. Después de estar un tiempo inactivo, el campeonato fue retirado.

#### 2008
A principios de este año Jamie Noble comienza un feudo con Chuck Palumbo, ganándole en dos ocasiones, lo que ocasionó que Chuck Palumbo tuviera una actitud sádica hacia su compañera Michelle McCool y una gran cólera hacia Noble.
En Backstage, Jamie Noble le propuso a Michelle que si derrotaba a Palumbo por tercera vez esta le concediera una cita, a lo que esta accedió creyendo que Noble no le volvería a ganar.
La siguiente semana en Smackdown!, Jamie Noble logra por tercera vez la victoria sobre Palumbo lo que hace que la furia de este último crezca.
En el siguiente programa se pudo ver la cita de Michelle y de Noble en un distinguido restaurante italiano. Noble al ver los precios puso una cara extraña y graciosa. Al terminar de cenar, Noble le intenta hacer un truco de magia a Michelle, que consistía en quitar el mantel sin tirar las cosas que había encima. A Noble le salió mal y tuvo que pedir la cuenta e irse.
A pocos días de Royal Rumble, Jamie Noble intento hacer equipo con Chuck Palumbo en una pelea contra los Campeones en Parejas de la WWE The Miz & John Morrison. Este combate no llegaría a su fin ya que en un momento de ira, Chuck Palumbo le da un empujón a Noble sin percatarse de Michelle, que estaba en un costado del ring discutiendo con Layla. Fue tan grande el empujón que Jamie Noble tropezó con Michelle con tal fuerza que esta cayó de malas maneras al suelo. Este programa hizo historia ya que la furia contenida de Palumbo salió a flote, atacando salvajemente a Noble que lo dejó inconsciente en el suelo, llegando incluso a darle patadas a Michelle que al igual que Noble, estaba en el suelo.
En Royal Rumble, Noble entró vendado a la lucha luego del salvaje ataque que recibió de Palumbo, irónicamente fue eliminado por el ya mencionado aumentado su rivalidad. En ediciones posteriores al Royal Rumble fue acompañado por Michelle McCool para que lo ayude con chuck.

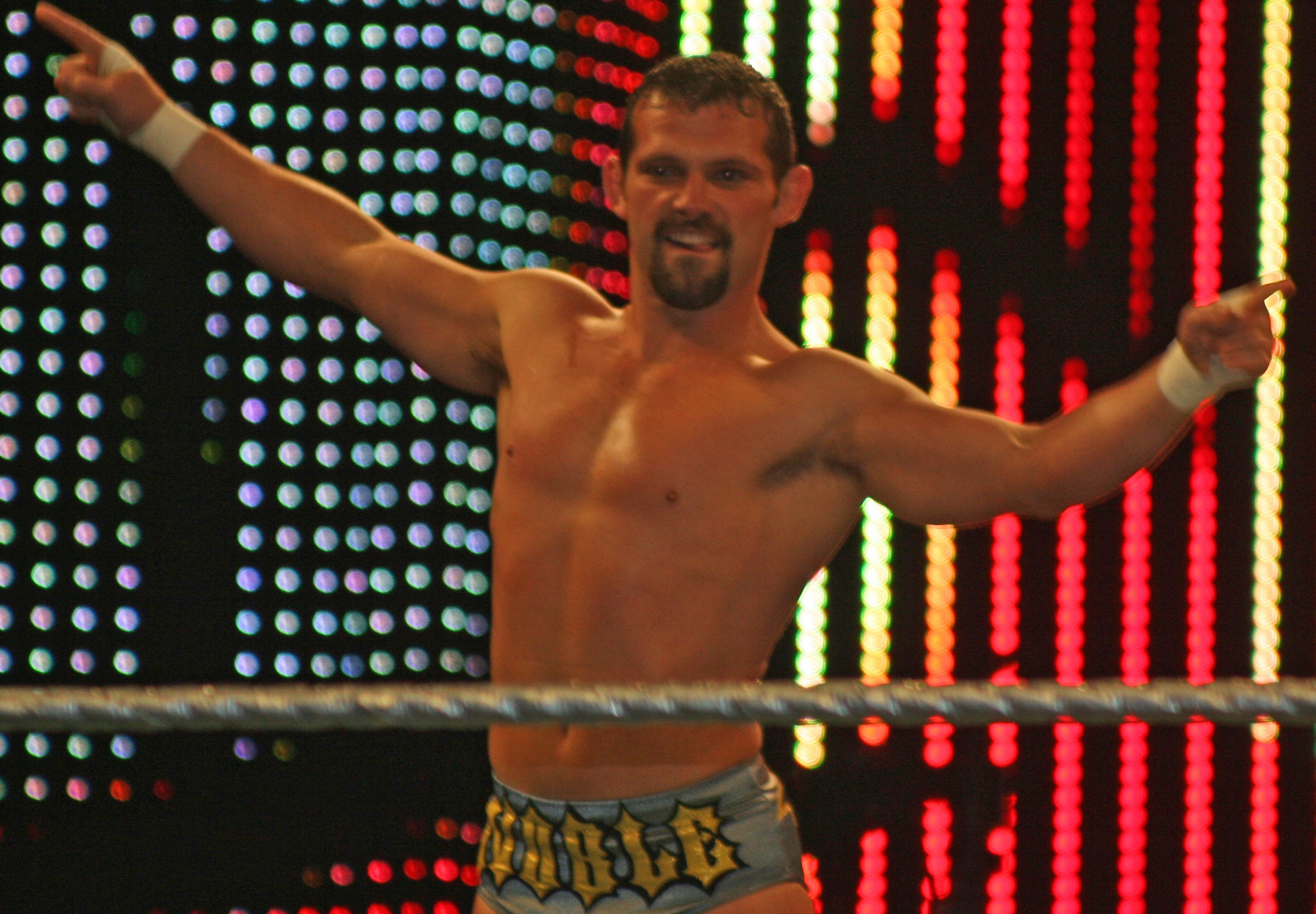
Noble antes de entrar a un combate el 2008.

El 2 de marzo de 2008, Jamie Noble continua con sus ganas de querer demostrarle a Palumbo que es mejor que el, así que decide terminar con Michelle e ir hasta la oficina de la Gerente General Vicky Guerrero que como de costumbre esta con Edge. Noble le pide a Vicky otra lucha con Palumbo, pero esta le dice que Palumbo ya tiene una pelea pactada contra Kane. Noble le dice que quiere pelear con personas de gran tamaño para poder demostrar que es mejor que Palumbo, así que la Gerente General le da una lucha esa noche pero contra el Big Show.
La lucha empieza y Noble logra darle algunas patadas pero no le hacen nada. Noble es acorralado en una de las esquinas del ring y no le quedó otra que cometer un foul a Big Show en sus partes nobles logrando su descalificación. Antes de que pudiera huir, Big Show lo agarra por el cuello y lo manda a la esquina. Ahí le da una serie de fuertes puñetazos en el estómago hasta que lo deja en el suelo inconsciente y sangrando por la boca.
El 14 de marzo de 2008, Jamie Noble hace equipo con Kane para enfrentarse a Chuck Palumbo & The Great Khali. Kane empieza primero vs. Palumbo, y después de varios golpes Noble le pide luchar a Kane, entra y le da algunos golpes. Después de un rato se formó una trifulca en el ring, logrando que Kane dejase solo a Noble contra The Great Khali. Este último cubre a Noble después de un "Giant Chokeslam".
Participó y perdió en la 24-Man Battle Royal en WrestleMania XXIV, en la que tenía la oportunidad de ganar el Campeonato de la ECW. Más adelante lograría otra victoria sobre Palumbo y desde ahí estuvo inactivo un buen tiempo.
El 20 de junio perdió contra Vladimir Kozlov en SmackDown. Una semana después, en el Supplemental Draft 2008 fue transferido desde Smackdown! a RAW. Las siguientes semanas después del draft en RAW, trató de impresionar a varias divas retando e insultando a luchadores como Kane y Snitsky pero al final siempre terminan atacándolo severamente y las divas siempre creen que es un perdedor. También desafió a Kofi Kingston por el Campeonato Intercontinental. Fue derrotado por el africano en una lucha no titular.
Logró convencer a Layla para que le acompañara en sus luchas tratando de impresionarla con sus luchas, con la condición de que ella escogiera el retador; en casi todas luchas los perdía y las pocas que ganaba lo hacía de forma sorpresiva, como una vez que se enfrentó con William Regal cuando lo derrotó luego de un "Roll Up" causando la sorpresa de Layla, La semana siguiente se enfrentó nuevamente a Regal por la revancha, esta vez no funcionó el ataque sorpresivo de Noble y fue derrotado con algo de facilidad. Layla cansada de las constantes derrotas de su acompañante lo dejó en el ring para irse con Regal.
En una edición de Raw, luchó contra Paul Burchill donde ganó con su nuevo finsher y la semana siguiente con Mickie James, ganaron a Paul Burchill y Katie Lea Burchill, retando a Layla y William Regal. Estuvo un tiempo inactivo hasta que apareció en una edición de la ECW cuando fue usado de Jobber por Mark Henry.

#### 2009-2015

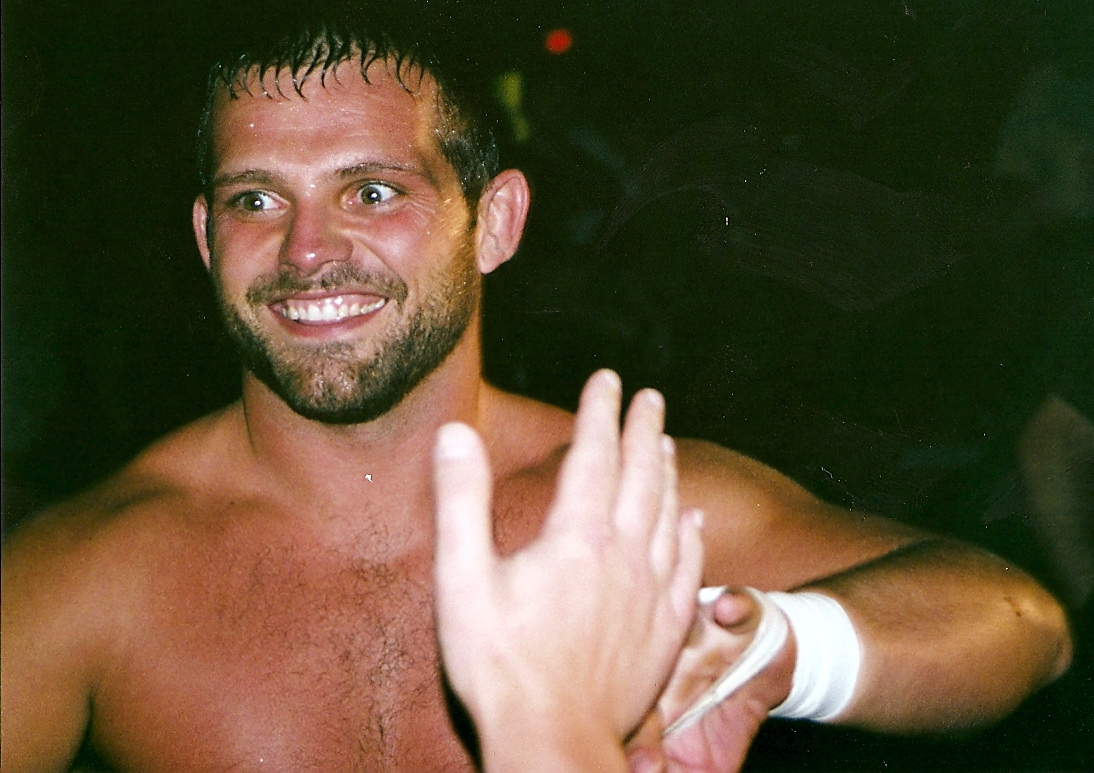
Gibson en un evento de ROH.

Noble apareció varias veces en la marca ECW, perdiendo ante The Boogeyman. El 2 de febrero se enfrentó en RAW a Mike Knox, lucha que perdió en 29 segundos. Durante esta lucha sufrió una lesión a causa de un movimiento mal hecho. El 17 de marzo de 2009 volvió a luchar en ECW, perdiendo ante Evan Bourne.
El 26 de octubre del 2009, hizo su reaparición en RAW, luchando contra Sheamus quien debutaba en su nueva marca, ganando el combate por descalificación. Tuvo su revancha frente a Sheamus el 2 de noviembre, perdiendo de nuevo Noble. Durante la lucha, Sheamus le aplicó mal un "Irish Cruise", lo que le ocasionó una lesión por la que tuvo que retirarse el 10 de noviembre de la lucha libre profesional (Kayfabe). En realidad, Noble se retiró a causa de múltiples lesiones, destacando la que tuvo meses antes con Mike Knox. Tras el retiro, fue asignado a tareas tras bastidores, como entrenador o productor. El 27 de diciembre de 2012, en un «House Show» de Smackdown, volvió a luchar, perdiendo ante Fandango.
En septiembre de 2014, Noble hizo su regreso a televisión como heel junto a Joey Mercury como aliados de The Authority, protegiendo a Seth Rollins en su feudo con Dean Ambrose.
El 24 de octubre en RAW hizo equipo en una lucha con Seth Rollins y Joey Mercury perdiéndola ante Cena y Dolph Ziggler.
El 8 de junio de 2015 cambió a Face junto con Joey Mercury tras derrotar a Seth Rollins en un handicap match por interferencia de Dean Ambrose. El 22 de junio en la edición de Raw cambió a heel junto a Joey Mercury, tras atacar a Brock Lesnar unido a Kane y Seth Rollins cuando este estaba siendo atacado por Lesnar.
Pero tras eso, Noble resultó lastimado cuando Brock Lesnar lo lanzó contra las barricadas en el segmento final de Raw. Fue trasladado de urgencia a un hospital local en una ambulancia después del show.
Noble en Twitter anunció horas después que había sufrido tres costillas rotas. Dijo que al principio no podía respirar y agradeció al personal médico de la WWE por no tomar ningún riesgo con su salud y colocarle una máscara de oxígeno.
Varios fanes presentes en la arena han indicado que luego de que Noble fue destruido por Brock Lesnar en las afueras el árbitro atendió al luchador e hizo el signo de “X”. Luego salió el personal médico para atenderlo y trasladarlo en una camilla hacia el área tras bastidores. Nada de esto fue capturado en la televisión. Volvió a RAW después de haber sido destruido por Brock Lesnar la semana anterior. En la edición de Raw del 6 de julio de 2015 es lesionado junto con Joey Mercury por Lesnar.

#### 2016-presente
Hizo su regreso en el Raw del 14 de marzo apareciendo en el backstage, junto a otros empleados, árbitros y el personal de seguridad tratando de detener a Roman Reigns luego de que atacará sin control a Triple H.
Volvió a aparecer el 7 de abril en smackdown, tratando de detener a Sami Zayn mientras atacaba a Kevin Owens
En un WWE Live Holiday Tour del 11 de diciembre de 2022 en  el Charleston Coliseum de Charleston, Virginia Occidental, junto a Braun Strowman & Brawling Brutes (Butch & Ridge Holland) derrotaron a The Bloodline (The Usos, Solo Sikoa & Sami Zayn).

## Vida personal
Gibson asistió a la escuela secundaria Baileysville en Baileysville, Virginia Occidental, donde conoció a su futura esposa, Angela England. La pareja tiene un hijo, Gage, y una hija, Paige. [1] Tiene dos medios hermanos, Cody y Dale.
El 28 de septiembre de 2016, Gibson fue apuñalado dos veces fuera de su casa en Virginia Occidental y fue hospitalizado luego de una supuesta disputa con un conductor. El 5 de octubre de 2016, se reveló que tenía un pulmón colapsado por el apuñalamiento.

## En lucha
- Movimientos finales
  - Paydirt (Guillotine choke, a veces invertido) - 2004-2005
  - Trailer Hitch (Rolling armbar takedown derivado en modified figure four leglock) – 2003–2005; innovado
  - Slingblade (Swinging neckbreaker) - 2002-2003
  - Cross armbar[11] – 2008–2009
  - Fireman's carry double knee gutbuster – 2006–2009
  - Inverted facelock camel clutch[12] – 2005–2006
  - Sitout double underhook powerbomb – 2002–2005
  - Jumping kneeling belly to belly piledriver - 2000-2001
  - Diving leg drop[13] - 2000-2001

- Movimientos de firma
  - Cannonball senton
  - Diving leg drop
  - Leg lariat
  - One-armed DDT[14]
  - Low-angle dropkick a las rodillas del oponente[15]
  - Camel clutch[15]
  - Varios tipos de suplex:
    - Belly to back[11]
    - German[14]
    - Northern lights[11]
    - Vertical, a veces desde una posición elevada[16]

  - Seated chinlock
  - Snap scoop slam
  - Swinging neckbreaker[16] - 2003-presente
  - Missile dropkick[11]
  - Inverted hammerlock[14]
  - High knee[14]

- Apodos
  - "New Attitude"[13]
  - "The Redneck Messiah"[17]
  - "The Pitbull"
  - Jamie "By God" Noble

## Campeonato y logros
- Heartland Wrestling Association
  - HWA World Cruiserweight Championship
- International Pro Wrestling
  - World Cruiserweight Championship (1 vez)[18]
- Ring of Honor
  - ROH World Championship (1 vez)
- World Wrestling Entertainment
  - WWE Cruiserweight Championship (1 vez)
- Pro Wrestling Illustrated
  - Situado en el N°125 en los PWI 500 del 2008[19]